# Stopplaats Munnikenweg
Stopplaats Munnikenweg (telegrafische code: mkw) is een voormalig stopplaats aan de Spoorlijn Sauwerd - Roodeschool. De halte lag halverwege de doorgaande weg tussen Usquert en Uithuizen, nabij de buurtschap De Streek. De stopplaats werd geopend op 16 augustus 1893 en gesloten op 22 mei 1932. Bij de stopplaats was een wachthuis aanwezig, dat in 1970 is afgebroken.